# Wolanszczyna
Wolanszczyna (ukr. Волянщина) – wieś na Ukrainie, w obwodzie żytomierskim, w rejonie żytomierskim, w hromadzie Horoszów, u ujścia Irszyci do Irszy. W 2001 roku liczyła 301 mieszkańców.